# Oleksandr Sjovkovskyj
Oleksandr Volodymyrovytj Sjovkovskyj (ukrainska: Олександр Володимирович Шовковський), (född 2 januari 1975 i Kiev, Ukrainska SSR, Sovjetunionen) är en ukrainsk före detta fotbollsmålvakt. Han har sedan 1994 spelat i det ukrainska landslaget och sedan 1993 i Dynamo Kiev. Han är 1.91 m lång och väger 86 kg.